# Théorème de Monge
Pour l’article homonyme, voir Théorème de Monge (géométrie élémentaire).
En analyse mathématique, le théorème de Monge sert à étudier le comportement d'une fonction de deux variables au voisinage d'un point critique.

## Énoncé
Soit une fonction {\displaystyle f} à deux variables {\displaystyle x} et {\displaystyle y}. Soit un point critique {\displaystyle (x_{0},y_{0})}. On a en ce point les dérivées premières :
{\displaystyle {\frac {\partial f}{\partial x}}(x_{0},y_{0})=p=0}
{\displaystyle {\frac {\partial f}{\partial y}}(x_{0},y_{0})=q=0}
On pose pour les dérivées secondes :
{\displaystyle {\frac {\partial ^{2}f}{\partial x^{2}}}(x_{0},y_{0})=r}
{\displaystyle {\frac {\partial ^{2}f}{\partial x\partial y}}(x_{0},y_{0})=s}
{\displaystyle {\frac {\partial ^{2}f}{\partial y^{2}}}(x_{0},y_{0})=t}
Les notations {\displaystyle p,\,q,\,r,\,s,\,t} sont appelées « notations de Monge ».
Le calcul du déterminant {\displaystyle \Delta =rt-s^{2}} permet de distinguer les cas suivants :
- si {\displaystyle \Delta >0} le point critique est un extrémum local :
  - si {\displaystyle r>0}, c'est un minimum ;
  - si {\displaystyle r<0}, c'est un maximum ;
- si {\displaystyle \Delta <0}, on a un point selle – ou point col ;
- si {\displaystyle \Delta =0}, on ne peut rien conclure et il faut mener une étude locale.

## Exemples
Coniques
Pour un paraboloïde {\displaystyle f(x,y)=x^{2}+y^{2}}, le seul point critique est en {\displaystyle (0;0)}. On a :
{\displaystyle r=2,s=0,t=2\Leftrightarrow \Delta =4>0}
C'est donc un minimum (global).
Pour un hyperboloïde {\displaystyle f(x,y)=x^{2}-y^{2}}, le seul point critique est aussi en {\displaystyle (0;0)}. On a :
{\displaystyle r=2,s=0,t=-2\Leftrightarrow \Delta =-4<0}
C'est donc un point-selle.
Surface cubique
Pour {\displaystyle f(x,y)=2x^{3}-y^{4}-3x^{2}}, on a deux points critiques en {\displaystyle (0;0)} et {\displaystyle (1;0)}, mais :
{\displaystyle r=\pm 6,s=0,t=0\Leftrightarrow \Delta =0}
Il faut donc mener une étude locale de la fonction pour conclure.